# جاك كرين
جاك كرين (بالإنجليزية: Jack Crane)‏ هو لاعب كرة قدم أسترالية أسترالي، ولد في 26 أغسطس 1913 في ملبورن في أستراليا، وتوفي في 5 يناير 1974.

## وصلات خارجية
- جاك كرين على موقع AustralianFootball.com (الإنجليزية)
- جاك كرين على موقع AFLtables.com (الإنجليزية)